# 128408 Mikehughes
128408 Mikehughes este o planetă minoră (asteroid) din centura de asteroizi. A fost descoperită pe 12 iunie 2004 la Catalina Station⁠(d) de Catalina Sky Survey. 
Obiectul prezintă o orbită caracterizată de o semiaxă mare de 2,4178094160284 UAi, o excentricitate de 0,31, o înclinație de 21,5 ° în raport cu ecliptica.